# The Runaway Princess
Pour plus de détails, voir Fiche technique et Distribution.
The Runaway Princess est un film britannico-allemand réalisé par Anthony Asquith et Fritz Wendhausen, sorti en 1929.

## Synopsis
Une princesse tente d'échapper à un mariage arrangé, mais va se trouver confrontée à des escrocs.

## Fiche technique
- Titre anglais : The Runaway Princess
- Titre allemand : Priscilla's Fahrt ins Glück
- Réalisation : Anthony Asquith et Fritz Wendhausen
- Scénario : Alfred Schirokauer, d'après le roman Princess Priscilla's Fortnight d'Elizabeth Russell
- Direction artistique : Ian Campbell-Gray, Hermann Warm
- Photographie : Henry Harris, Arpad Viragh
- Production : Harry Bruce Woolfe
- Société de production :  British Instructional Films,  Länder-Film
- Société de distribution :  Jury Metro-Goldwyn,  Terra-Filmverleih
- Pays de production :  Royaume-Uni,  République de Weimar
- Langue originale : anglais
- Format : Noir et blanc  — 35 mm — 1,33:1 — Film muet
- Genre : Film policier
- Durée : 7 bobines
- Dates de sortie : 
  - Royaume-Uni : mars 1929
  - République de Weimar : 15 avril 1929

## Distribution
- Mady Christians : Princesse Priscilla
- Paul Cavanagh : Prince de Savonie
- Norah Baring
- Fred Rains : Professeur
- Claude Beerbohm